# UPF1
UPF1‏ (UPF1, RNA helicase and ATPase) هوَ بروتين يُشَفر بواسطة جين UPF1 في الإنسان.